# Sisyrinchium bromelioides
Sisyrinchium bromelioides är en irisväxtart som beskrevs av Robert Crichton Foster. Sisyrinchium bromelioides ingår i släktet gräsliljor, och familjen irisväxter.

## Underarter
Arten delas in i följande underarter:
- S. b. angustius
- S. b. bromelioides